# Sipaneeae
Sipaneeae es una tribu de plantas pertenecientes a la familia Rubiaceae.

## Géneros
Según NCBI
- Chalepophyllum - Dendrosipanea - Limnosipanea - Maguireothamnus - Neobertiera - Platycarpum - Sipanea[1]